# Воня
Воня — река в Тверской области России, левый приток Межи (бассейн Западной Двины). Длина реки составляет 10 км.
Протекает по территории Жарковского района. Берёт начало в 500 м к западу от деревни Вороны и течёт в северо-западном и северном направлении. Протекает по болотистой местности, впадает в Межу слева на высоте 163,6 метра над уровнем моря.
Принимает несколько мелких ручьёв. На берегу реки расположена деревня Задорье.